# Campaña del Cantábrico de 1936
La Campaña del Cantábrico de 1936 es el relato de las operaciones navales que tuvieron lugar en el mar Cantábrico desde el inicio de la Guerra Civil Española hasta el final de 1936 y cuyo hito fundamental fue el apoyo de la Armada del bando sublevado al avance de las tropas sublevadas del general Mola en la Campaña de Guipúzcoa que obligó al grueso de la Armada republicana a abandonar la zona del Estrecho, lo que permitió a los sublevados romper el bloqueo del Estrecho que impedía el paso a la península de material bélico y del Ejército de África, aunque parte de él ya había sido trasladado mediante un puente aéreo. Otra de las misiones de la Armada del bando sublevado fue bloquear el tráfico marítimo comercial que se dirigía a los puertos del Cantábrico, para lo que contó con el apoyo de la Marina de guerra de la Alemania nazi. Para hacer frente al bloqueo el nuevo gobierno vasco creó la Marina de Guerra Auxiliar de Euzkadi que tuvo una destacada actuación a pesar de los medios limitados con que contaba.

## El dominio inicial del mar Cantábrico por la Armada del bando sublevado
El dominio inicial del mar Cantábrico correspondió a la pequeña flota del bando sublevado (el crucero Almirante Cervera, el acorazado España y el destructor Velasco, a los que se sumaron bous artillados que en el otoño ya formaban una flotilla integrada por 19 unidades, todas ellas al mando de oficiales del Cuerpo General de la Armada) cuyas primeras misiones fueron bombardear la costa para apoyar a las fuerzas rebeldes en tierra, sobre todo a las que estaban cercadas en el cuartel de Loyola en San Sebastián y en el cuartel de Simancas en Gijón, y cuando cayeron éstos en poder de las fuerzas leales, bombardearon objetivos estratégicos (como los depósitos de petróleo de Santurce incendiados por el Velasco), y apoyaron la campaña de Guipúzcoa dirigida por el general Mola que en la primera quincena de septiembre consiguió tomar Irún y San Sebastián, cortando así la comunicación de la zona norte republicana con Francia.
Otra de las misiones de la flota sublevada era bloquear el tráfico marítimo que se dirigiera a los puertos republicanos, aunque como en esa área la mayoría de los barcos eran de bandera británica, que contaban con la protección de la Royal Navy y además los sublevados temían las serias consecuencias diplomáticas que podía tener el abordarlos, el bloqueo no fue muy efectivo pues se limitó a los buques de otras nacionalidades. Sólo en una ocasión, entre el 16 y el 17 de septiembre, un bou sublevado intentó detener un mercante británico pero este fue escoltado por un destructor inglés hasta el límite de la aguas jurisdicciones españolas y de allí a Santander por un submarino republicano.

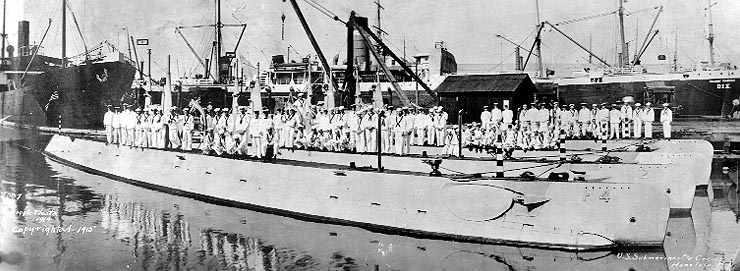
Submarinos tipo F de la US Navy, 1914, en los que estaban basados los submarinos españoles de la Clase B (1922).

El gobierno de la República envió entre agosto y septiembre de 1936 cuatro submarinos de la Clase C (C-3, C-4, C-5 y C-6) y uno de la Clase B (el B-6) para que protegieran el tráfico mercante y atacaran a la flota "nacional", pero la mayoría de los sus comandantes, de dudosa lealtad a la República, actuaron de forma negligente y no cumplieron con la misión que se les había encomendado (el comandante del C-6, el capitán de corbeta Mariano Carnero Romero se negó a disparar contra el Almirante Cervera y contra el España a la altura de San Sebastián, por lo que la tripulación le obligó a volver a la base naval de Cartagena, pero allí no fue acusado de traición y pasó a desempeñar un puesto burocrático en Madrid; el comandante del B-6, el alférez de navío Oscar Scharhausen, después de que su submarino fuera hundido por el destructor Velasco se pasó a los sublevados). También parece que fueron saboteados los torpedos pues cuando el submarino C-5 al mando del capitán de corbeta Remigio Verdía, el único comandante de los submarinos totalmente leal al gobierno, tuvo a tiro al acorazado España el torpedo que le lanzó no explotó.

## La presencia de la Armada republicana en el mar Cantábrico
La ineficacia de la flotilla de submarinos decidió al gobierno a enviar el 21 de septiembre al Cantábrico al grueso de la flota republicana de superficie (el acorazado Jaime I, los cruceros Miguel de Cervantes y Libertad y seis destructores) con el objetivo primordial de detener el avance de las tropas sublevadas por la costa tras la toma de Irún y de San Sebastián. En la decisión, la "peor de toda la guerra civil" según Michael Alpert, influyó la creencia de que el crucero Canarias tardaría en acabarse en el astillero de El Ferrol a causa de los supuestos destrozos causados por una bomba lanzada el 22 de agosto (el mando republicano ignoraba que en realidad la bomba había caído al agua). También hubo un motivo político: respaldar la autoridad del Gobierno de la República en el País Vasco, donde estaba a punto de formarse un gobierno autónomo en cuanto se aprobara el Estatuto de Autonomía (lo que se produjo el 1 de octubre). Asimismo contó un exceso de confianza de que con los cinco destructores que se dejaban en la zona del estrecho de Gibraltar sería suficiente para mantener el bloqueo del Estrecho. Por último en la decisión de enviar la flota republicana al norte también influyó la negativa de Gran Bretaña, que contaba con la flota naval de guerra más importante del Mediterráneo, a que el gobierno republicano detuviera el tráfico neutral dirigido al territorio enemigo, por lo que los buques de guerra republicanos no podrían impedir que los barcos mercantes alemanes e italianos desembarcaran material de guerra en los puertos de Ceuta, Melilla, Cádiz, Algeciras o Sevilla, controlados por los sublevados.
El 23 de septiembre la escuadra llegaba a Gijón, continuando tres destructores a Santander. El objetivo de paralizar o retrasar las operaciones en tierra de los sublevados se consiguió. Así el general Mola se vio obligado a suspender el ataque a Vizcaya y Bilbao y se retrasó el avance de las columnas gallegas hacia Oviedo, que tienen que ir por el interior. Su superioridad es absoluta y durante la estancia de la flota republicana en el Cantábrico, no hay actividad en el mismo de la marina rebelde, refugiada en la base naval de El Ferrol. "Pero los gubernamentales, aunque liberaron su propio comercio, no hicieron nada para conseguir el dominio de las comunicaciones enemigas, porque no se interrumpió la llegada constante de material desde Alemania que ahora tenía la ruta a Sevilla más o menos libre. Tampoco se aprovechó el dominio temporal de la zona para desembarcar tropas en diferentes sectores de la costa Norte. Sin embargo, la mayor consecuencia de la carencia claras decisiones fue la incursión en el Estrecho de Gibraltar del Canarias y del Almirante Cervera".

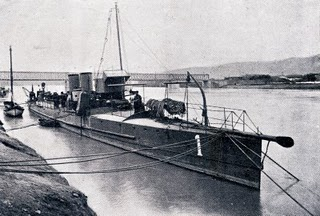
Torpedero de la Clase T-1 en Tortosa 1915

El 13 de octubre de 1936 el grueso de la escuadra republicana vuelve al Mediterráneo y en el Cantábrico sólo quedó el destructor José Luis Díez junto con dos submarinos (el C-2 y el C-5) y el torpedero T-3. Pero esta pequeña escuadra pronto dio muestras de ineficacia e inactividad (el José Luis Díez será conocido en Bilbao por «Pepe el del puerto» por lo poco que salía a navegar), lo que tenía que ver con el poco grado de confianza que ofrecían sus mandos. Los comandantes del José Luis Díez y del submarino C-5 eran adictos a la causa nacional y el del torpedero T-3 no era un mando profesional. Por su parte el comandante del submarino C-2, que era el único fiel a la República, tenía muchos problemas con las reparaciones de la nave a causa de la morosidad de los técnicos (las baterías del C-2 estaban en tal mal estado que no podía permanecer en inmersión más de dos horas). También eran de dudosa lealtad a la República o claramente desafectos la mayoría de los miembros del Estado Mayor de las Fuerzas Navales del Cantábrico, excepto su jefe Valentín Fuentes. Mientras tanto los barcos del bando sublevado (el acorazado España, el destructor Velasco, tres mercantes artillados y las flotillas de bous armados con base en puertos gallegos y en Pasajes) eran dueños del Cantábrico y controlaban los accesos a los puertos republicanos de la franja norte apresando a voluntad los barcos mercantes que se dirigían a ellos.
Las fuerzas navales de la Armada republicana en el Cantábrico sufrieron un duro golpe cuando el submarino C-5 desapareció el 30 de diciembre mientras realizaba una misión a la altura de Bilbao. Seguramente la desaparición fue provocada por su comandante, el capitán de corbeta José Lara Dorda, adicto a la "causa nacional". Se reclamó al gobierno de Valencia, que era entonces la capital de la República, que enviara más unidades al Cantábrico pero el jefe del recién creado Estado Mayor Central de la Armada, el capitán de corbeta Luis González de Ubieta, contestó que no era partidario de dividir las fuerzas navales republicanas y tampoco hizo nada para remediar la inactividad del destructor José Luis Díez y del submarino C-2.

## La Marina de Guerra Auxiliar de Euzkadi
Ante la inactividad de las Fuerzas Navales del Cantábrico, la defensa de los accesos a Bilbao, el principal puerto republicano del Cantábrico, y la protección de los barcos que traían material de guerra desde Francia, corrió a cargo de la flotilla de bous de la Marina de Guerra Auxiliar de Euzkadi creada por el Gobierno vasco, formado tras la aprobación el 1 de octubre de 1936 por las Cortes Republicanas del Estatuto de autonomía del País Vasco. Estos bous de la Marina vasca, a diferencia de las unidades de la Armada republicana, demostraron un alto grado de espíritu combativo, interceptando mercantes alemanes con cargamento para los sublevados (el Pluton y el Palos) y llegando a enfrentarse al Velasco el 15 de noviembre de 1936. Así consiguieron reducir el apresamiento de mercantes por el bando sublevado el resto del año 1936 y los dos primeros meses de 1937, ya que su única captura fue la que tuvo lugar el 9 de enero cuando el destructor Velasco apresó al buque soviético Smidovich, que se dirigía a Bilbao con una carga de alimentos. El buque fue incautado y rebautizado como Castillo Peñafiel, inaugurando así una serie de siete barcos soviéticos capturados por los sublevados y cuyo nombre fue cambiado en la serie de los Castillos.

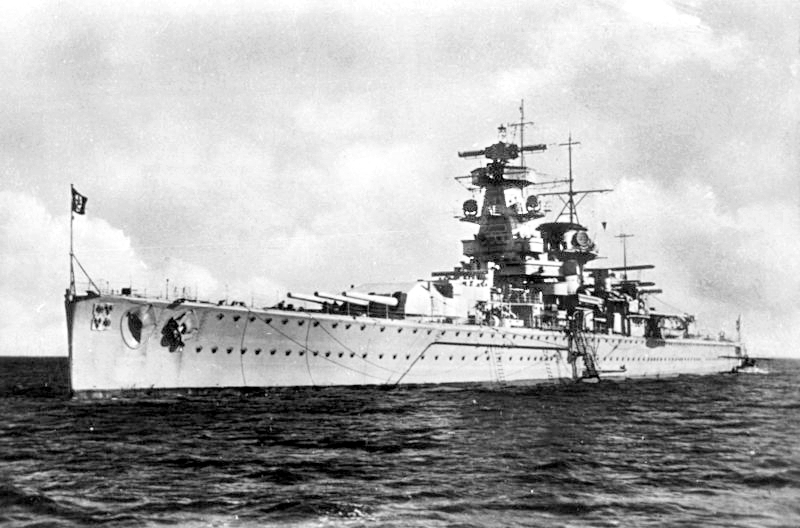
El Admiral Graf Spee en 1936.

El apresamiento por el bou Bizkaia del mercante alemán Palos el 20 de noviembre desencadenó una grave crisis que demostró hasta qué punto la Kriegsmarine alemana estaba dispuesta a proteger los envíos al bando sublevado. El Palos fue conducido al puerto de Bilbao y al registrar sus bodegas se encontró celuloide preparado para ser empleado en la manufactura de proyectiles de artillería y máquinas de comunicación telefónica. Como la detención se había producido a cinco millas de la costa, fuera de las tres millas internacionalmente reconocidas (aunque España insistía en que el límite de sus aguas jurisdiccionales eran seis millas), el gobierno alemán reclamó la carga que había sido confiscada negando que fuera material de guerra (el día 29 de noviembre el buque había salido de Bilbao escoltado por el crucero Königsberg). Como su exigencia no fue atendida, el 1 de enero de 1937 el crucero pesado  Graf Spee secuestró como represalia a la altura de Almería al vapor Aragón y el Königsberg al mercante Marta Junquera dos días después a la altura del cabo de Ajo. Como la carga del Palos siguió sin devolverse los alemanes cedieron los barcos al bando sublevado después de haber puesto en libertad a la tripulación. "El caso del Palos terminó, pues, reforzando la postura alemana -y también inglesa- de no consentir que ni republicanos ni sublevados obstruyesen sus barcos mientras éstos se encontrasen fuera del límite de las aguas territoriales".